# ناحیه بومدفع
ناحیه بومدفع (به عربی: دائرة بومدفع) یک ناحیه در الجزایر است که در استان عین الدفلی واقع شده‌است.